# Fabbriche di Vallico
Fabbriche di Vallico är en ort och frazione i kommunen Fabbriche di Vergemoli i provinsen Lucca i regionen Toscana i Italien. 
Fabbriche di Vallico upphörde som kommun den 1 januari 2014 och bildade med den tidigare kommunen Vergemoli den nya kommunen Fabbriche di Vergemoli. Den tidigare kommunen hade 506 invånare (2013).